# 와일드 비스츠
와일드 비스츠(Wild Beasts)는 잉글랜드의 인디 록 밴드이다.